# 2004년 하계 올림픽 우크라이나 선수단
2004년 하계 올림픽 우크라이나 선수단은 그리스 아테네에서 열린 2004년 하계 올림픽에 참가한 올림픽 우크라이나 선수단이다. 총 240명의 선수가 21개의 종목에 출전했다.
원래 우크라이나는 이 대회에서 총 23개의 올림픽 메달을 획득했다. 2012년 12월 5일에 국제 올림픽 위원회와 국제 육상 경기 연맹은 그의 샘플이 약물 재검사에서 양성 반응을 보인후, 유리 빌로노흐의 금메달을 박탈했다.

## 복싱
| 선수                | 세부종목     | 32강                              | 16강                                       | 8강                                   | 준결승        | 결승          | 결승      |
| 선수                | 세부종목     | 상대선수 결과                     | 상대선수 결과                              | 상대선수 결과                         | 상대선수 결과 | 상대선수 결과 | 순위      |
| ------------------- | ------------ | --------------------------------- | ------------------------------------------ | ------------------------------------- | ------------- | ------------- | --------- |
| 막심 트레티야크     | 밴텀급       | 아르게니스 멘데스 (DOM) · W 30–24 | 베다크 졸트 (HUN) · W 27–24                | 아그하시 맘마도프 (AZE) · L 12–32     | 진출 실패     | 진출 실패     | 진출 실패 |
| 볼로디미르 크라베츠 | 라이트급     | 아스가르 샤 (PAK) · L 17–21       | 진출 실패                                  | 진출 실패                             | 진출 실패     | 진출 실패     | 진출 실패 |
| 빅토르 폴리야코우   | 웰터급       | 게러드 오마호니 (AUS) · W 54–27   | 크사비에 노엘 (FRA) · W 32–25              | 바흐티야르 아르타예프 (KAZ) · L RSC   | 진출 실패     | 진출 실패     | 진출 실패 |
| 올레그 마슈킨       | 미들급       | 호초 모타우 (RSA) · W 25–22       | 루카스 빌라셰크 (GER) · W 34–24            | 수리야 프라사틴피마이 (THA) · L 22–28 | 진출 실패     | 진출 실패     | 진출 실패 |
| 안드리 페드추크     | 라이트헤비급 | 지텐데르 쿠마르 (IND) · W WO      | 레이위프 (CHN) · L 9–17                    | 진출 실패                             | 진출 실패     | 진출 실패     | 진출 실패 |
| 알렉세이 마시킨     | 최중량급     | 빈칸                              | 알리악산드르 아파나시오나크 (BLR) · W 23–5 | 로베르토 캄마렐레 (ITA) · L 21–23     | 진출 실패     | 진출 실패     | 진출 실패 |